# Desmopsis verrucipes
Desmopsis verrucipes là loài thực vật có hoa thuộc họ Na. Loài này được Chatrou, G.E.Schatz & N.Zamora mô tả khoa học đầu tiên năm 2006.